# Терник (заповідне урочище)
Те́рник — заповідне урочище місцевого значення в Україні. Розташоване в межах Новгородківської територіальної громади Кропивницького району Кіровоградської області, на південь від селища Кам'янець.
Площа 73,3 га. Створене у 1993 році. Перебуває у віданні Новгородківської селищної ради.
Створено з метою збереження мальовничої ділянки балки, по дну якої тече потічок (ліва притока Кам'янки). Степова рослинність представлена багатьма видами: келерія гребінчаста, живучка Лаксмана, юрінея верболиста, смілка українська тощо; трапляються ковила волосиста, астрагал шерстистоквітковий, волошка руська, занесені до Червоної книги України. З лучної рослинності — плакун, осока, ситник. Схил західної експозиції частково заліснений. У деревостані переважає дуб, зростають теж клен, в'яз гладкий, тополя чорна. З чагарників є терен, жостер, дика груша. Тут зростає малопоширений степовий вид — порізник проміжний.
На території урочищі відмічено два види метеликів, занесених до Червоної книги України,— бражник молочайний південний та махаон.

## Галерея

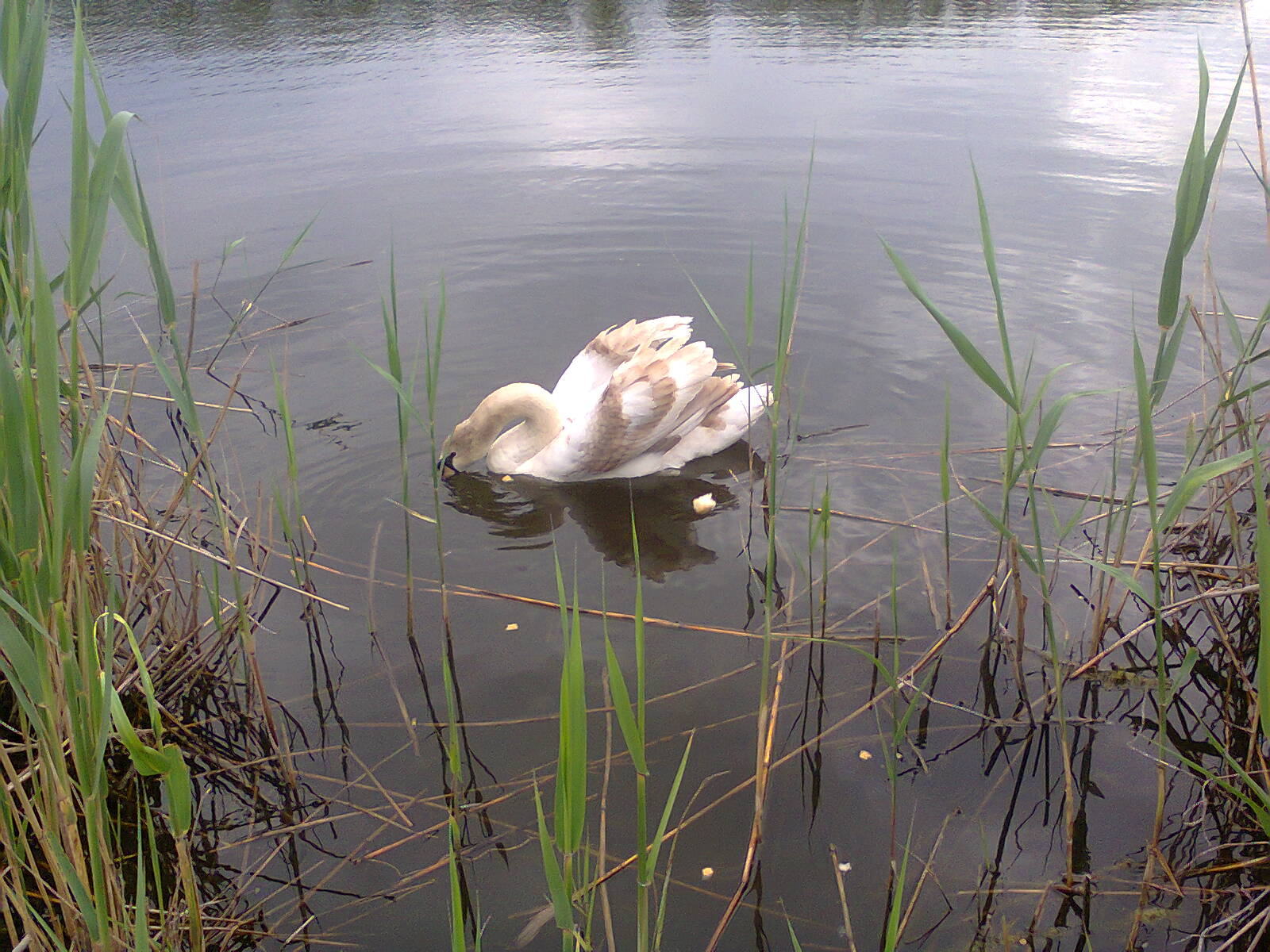
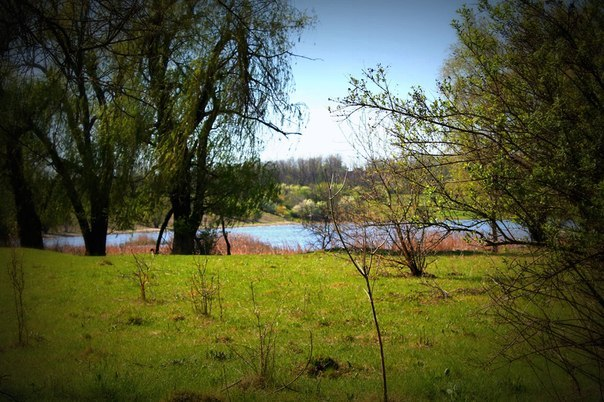
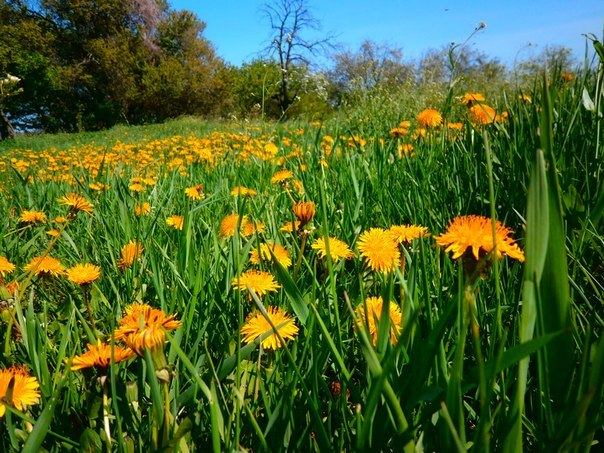